# Naomi Sheridan
Pour les articles homonymes, voir Sheridan.
Naomi Sheridan est une scénariste irlandaise née en Irlande.

## Filmographie

### scénariste
- 2002 : In America de Jim Sheridan

### actrice
- 1989 : My Left Foot de Jim Sheridan : sœur cadette de Christy Brown

## Nominations
pour In America
- Oscars du cinéma 2004 : Oscar du meilleur scénario original
- Golden Globes 2004 : Golden Globe du meilleur scénario
- Writers Guild of America Awards 2004 : Meilleur scénario original